# Pauropoda
Pauropoda è una piccola classe di artropodi con una spiccata somiglianza ai centopiedi.
Se ne conoscono circa 500 specie, raggruppate in quattro famiglie.

## Evoluzione
Poco si sa dell'evoluzione e delle origini di questi artropodi, anche se alcune caratteristiche morfologiche (la presenza dei genitali nella parte anteriore del corpo e la struttura della bocca) sembrano indicare una relazione di parentela con la classe dei diplopodi.

## Morfologia
Questa classe di artropodi presenta alcune caratteristiche peculiari:
- Le ridotte dimensioni (0,5-2,0 mm).
- La totale assenza di occhi, e la loro sostituzione con organi fotosensibili.
- Il colore che spazia dal bianco al marrone.
- L'estrema flessibilità del tronco che normalmente è diviso in 12 segmenti.
- La struttura dell'ultimo segmento del tronco, quello anale, che è diverso per ogni specie. Questa differenza permette un'identificazione immediata della specie, anche in periodo larvale.
- Le antenne sono molto complesse, con una struttura segmentata che si divide in due e termina con tre flagelli per terminazione.
- Vi è la completa assenza di cuore e sistema circolatorio.

## Habitat ed ecologia
La maggior parte delle specie si trova distribuita in tutto il globo, con una concentrazione che aumenta verso i tropici.
L'habitat ideale sono i terreni umidi e ricchi di vegetazione in decomposizione, loro nutrimento principale.
Spesso è possibile notarli ammassati sotto un sasso. I pauropoda sono lucifughi: se esposti alla luce scappano verso il riparo più vicino con degli scatti abbastanza rapidi.

## Riproduzione
I pauropoda sono bisessuali. Quando avviene un accoppiamento vi è una fecondazione incrociata delle uova, dalla quale escono delle larve che attraversano un breve periodo di pupa prima di diventare adulti.
Sembra assodato che spesso ha luogo una riproduzione partenogenetica quando le condizioni ambientali si fanno avverse.

## Impatto antropico
I pauropoda sono così piccoli e rapidi a scappare che anche gli zoologi più esperti spesso fanno fatica a trovarli e studiarli.
Poco si sa della maggior parte delle specie, e ancor meno delle loro esatte preferenze alimentari e riproduttive.
Non sembrano in effetti avere grandi impatti sulle coltivazioni umane, all'infuori d'un caso segnalato in una serra nei Paesi Bassi, nella quale la massiccia perdita di coltivazioni è stata associata ad un repentino aumento di pauropoda.